# Uekusa Yuki
Uekusa Yuki (植草 裕樹 Uekusa Yūki, sinh ngày 2 tháng 7 năm 1982 ở Ichihara, Chiba) là một cầu thủ bóng đá người Nhật Bản hiện tại thi đấu cho Shimizu S-Pulse.

## Thống kê sự nghiệp
Cập nhật đến ngày 23 tháng 2 năm 2018.
| Thành tích câu lạc bộ | Thành tích câu lạc bộ | Thành tích câu lạc bộ | Giải vô địch | Giải vô địch | Cúp                   | Cúp                   | Cúp Liên đoàn | Cúp Liên đoàn | Châu lục | Châu lục  | Tổng cộng | Tổng cộng |
| Mùa giải              | Câu lạc bộ            | Giải vô địch          | Số trận      | Bàn thắng    | Số trận               | Bàn thắng             | Số trận       | Bàn thắng     | Số trận  | Bàn thắng | Số trận   | Bàn thắng |
| Nhật Bản              | Nhật Bản              | Nhật Bản              | Giải vô địch | Giải vô địch | Cúp Hoàng đế Nhật Bản | Cúp Hoàng đế Nhật Bản | Cúp Liên đoàn | Cúp Liên đoàn | Châu Á   | Châu Á    | Tổng cộng | Tổng cộng |
| --------------------- | --------------------- | --------------------- | ------------ | ------------ | --------------------- | --------------------- | ------------- | ------------- | -------- | --------- | --------- | --------- |
| 2005                  | Kawasaki Frontale     | J1 League             | 0            | 0            | 0                     | 0                     | 0             | 0             | -        | -         | 0         | 0         |
| 2006                  | Kawasaki Frontale     | J1 League             | 0            | 0            | 0                     | 0                     | 0             | 0             | -        | -         | 0         | 0         |
| 2007                  | Kawasaki Frontale     | J1 League             | 0            | 0            | 0                     | 0                     | 0             | 0             | 0        | 0         | 0         | 0         |
| 2008                  | Kawasaki Frontale     | J1 League             | 0            | 0            | 1                     | 0                     | 4             | 0             | -        | -         | 5         | 0         |
| 2009                  | Montedio Yamagata     | J1 League             | 0            | 0            | 2                     | 0                     | 1             | 0             | -        | -         | 3         | 0         |
| 2010                  | Montedio Yamagata     | J1 League             | 2            | 0            | 1                     | 0                     | 6             | 0             | -        | -         | 9         | 0         |
| 2011                  | Montedio Yamagata     | J1 League             | 16           | 0            | 2                     | 0                     | 1             | 0             | -        | -         | 19        | 0         |
| 2012                  | Vissel Kobe           | J1 League             | 0            | 0            | 0                     | 0                     | 1             | 0             | -        | -         | 1         | 0         |
| 2013                  | Vissel Kobe           | J2 League             | 0            | 0            | 2                     | 0                     | -             | -             | -        | -         | 1         | 0         |
| 2014                  | V-Varen Nagasaki      | J2 League             | 12           | 0            | 0                     | 0                     | -             | -             | -        | -         | 12        | 0         |
| 2015                  | V-Varen Nagasaki      | J2 League             | 11           | 0            | -                     | -                     | -             | -             | -        | -         | 11        | 0         |
| 2016                  | Shimizu S-Pulse       | J2 League             | 15           | 0            | 2                     | 0                     | -             | -             | -        | -         | 17        | 0         |
| 2017                  | Shimizu S-Pulse       | J1 League             | 0            | 0            | 0                     | 0                     | 4             | 0             | -        | -         | 4         | 0         |
| Tổng cộng sự nghiệp   | Tổng cộng sự nghiệp   | Tổng cộng sự nghiệp   | 56           | 0            | 10                    | 0                     | 17            | 0             | 0        | 0         | 83        | 0         |